# Ferdinand von Quast

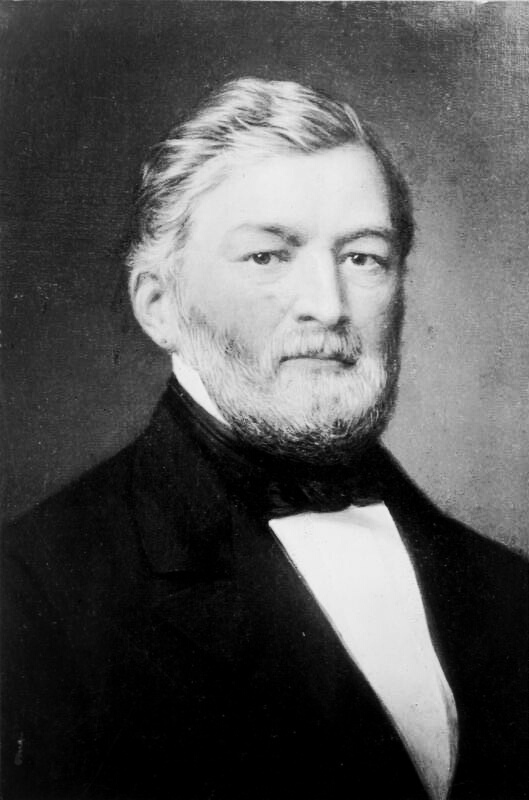
Ferdinand von Quast

Ferdinand von Quast, vollständig Alexander Ferdinand Wilhelm Robert von Quast, (* 23. Juni 1807 in Radensleben; † 11. März 1877 ebenda) war ein deutscher Architekt, Kunsthistoriker und ab 1843 erster preußischer Staatskonservator. Er war Erbherr auf Gut Radensleben bei Neuruppin und Domherr des Domstifts Brandenburg.

## Leben
Ferdinand von Quast war der Sohn des Gutsbesitzers Wilhelm von Quast (* 1776) und dessen Frau Charlotte Friederike Philippin Louise von Rohr (1786–1879). Er erhielt eine Ausbildung durch Hauslehrer und besuchte dann die Plamannsche Erziehungsanstalt in Berlin und schließlich das Neuruppiner Gymnasium. Letzteres zeigt, dass auch Adlige ihren Sprösslingen das bürgerlich-humanistische Bildungsideal nicht mehr vorenthielten.
Ab 1825 studierte er an der Allgemeinen Bauschule Architektur und Feldmeßtechnik, wo er auch Schüler des Baumeisters Karl Friedrich Schinkel war, der sich seit 1815, also dem Ende der Befreiungskriege, für Denkmalpflege einsetzte. 1836 legte von Quast sein Baumeisterexamen ab.

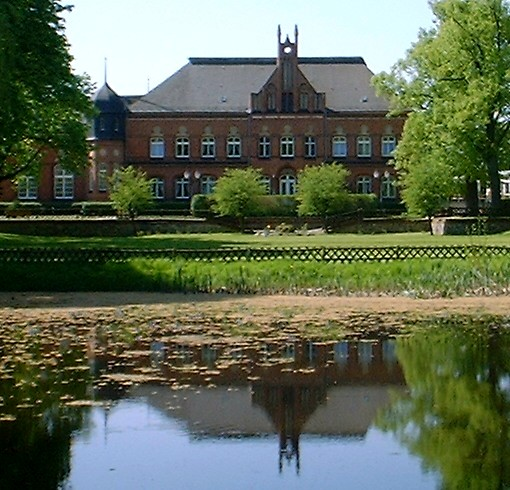
Herrenhaus in Radensleben

Nach dem Tod seines Vaters übernahm er 1830 das Gut Radensleben und baute 1833 das Herrenhaus samt Nebengebäuden aus. Er war Mitglied im Preußischen Abgeordnetenhaus; politisch gesehen war er konservativ und königstreu.
Schon während seines Studiums reiste er durch Deutschland und bis nach Italien, Frankreich und in die Niederlande. 1838/1839 hielt er sich fast ein ganzes Jahr in Italien auf und studierte die antiken Stätten. Nachfolgend veröffentlichte er mehrere Bücher und hielt u. a. im Alten Museum Vorlesungen über die Geschichte der Baukunst. Bei der ersten Versammlung deutscher Architekten in Leipzig forderte er die Gründung eines allgemeinen Vereins zur Erforschung deutscher Altertümer.
König Friedrich Wilhelm IV., der bereits 1840 Kultusminister von Eichhorn beauftragt hatte, Vorschläge für die Organisation der Denkmalpflege in Preußen zu machen, ernannte am 22. Juli 1843 Ferdinand von Quast zum „Konservator der Denkmäler“ in Preußen. Der Vorschlag für diese Personalie allerdings kam von Karl Friedrich Schinkel, dem die Erhaltung und Pflege der „Altertümer“ seit seiner ersten Italien-Reise besonders wichtig erschienen. Zu den Aufgaben des Landeskonservators gehörte es, zwecks Begutachtung zu den Denkmalen zu reisen, Berichte und Zeichnungen zu den Objekten zu erstellen, mit den zuständigen Beamten vor Ort zu verhandeln und in historischen Gesellschaften mitzuwirken. Da er keinerlei Sachmittel oder gar Hilfskräfte erhielt, ist es überwiegend seinem Enthusiasmus und den Einnahmen aus seinem Gutsbetrieb zu verdanken, dass er diesem Amt bis zu seinem Tode treu blieb.
1854 wurde der Geheime Rat Rechtsritter des für den evangelischen Landadel so traditionsreichen Johanniterordens. Er war damals einer der langjährigsten Mitglieder der Brandenburgischen Provinzialgenossenschaft.
Sein Gut in Radensleben sah viele bedeutende Persönlichkeiten des öffentlichen Lebens. Das Herrenhaus wurde ab 1870 neu errichtet (heutige Form) und ein schöner Park angelegt; heute ist es Sitz einer Senioreneinrichtung, der Park aus der Zeit Quastschen Zeit nur noch schwer nachzuvollziehen.
Ferdinand von Quast starb 1877. Er wurde auf dem von ihm ab 1854 für seine Familie angelegten Campo Santo hinter dem Ostchor seiner Guts- und Patronats-Kirche gegenüber dem Gutsgelände bestattet. Sein Grab ist – ebenso wie die Gräber seiner Familienangehörigen – erhalten.

### Bedeutung für die Denkmalpflege
Ferdinand von Quast setzte sich für die weitgehende Bewahrung der originalen Bausubstanz, Zurückhaltung bei der Rekonstruktion und eine sichtbare Unterscheidung von Alt und Neu ein. So entsandte der König ihn nach Lübeck, als er hörte, dass die Lübecker daran dächten, das Holstentor abzureißen, um dem entgegenzuwirken. Da sein Amtsbereich vom Rheinland bis nach Ostpreußen reichte, konnte er die einzelnen Objekte jedoch nur selten und mit großem zeitlichem Abstand besuchen und kontrollieren. Unter anderem entwickelte er einen Fragebogen zur Erfassung der Denkmale in Preußen, der in seinen Grundzügen noch heute verwendet wird.

### Nachlass
Der umfangreiche Nachlass Ferdinands von Quast, der sich im Archiv der TU Berlin (zum Zeitpunkt der Übergabe über 7000 Zeichnungen) und im Herrenhaus in Radensleben befand, fiel 1945 zu einem großen Teil den anglo-amerikanischen Bombardements auf Berlin zum Opfer. Immerhin sind in den Archiven der ehemaligen preußischen Provinzen, aber auch in der Universitätsbibliothek der Technischen Universität Berlin viele Archivalien und Zeichnungen (die kleinste ist 3 × 2 cm groß und enthält eine Ansicht aus Italien) erhalten geblieben.

### Familie
Er heiratete im Herbst des Jahres 1839 Marie Karoline Luise von Diest (1818–1885), die älteste Tochter des Generals Heinrich von Diest und dessen Ehefrau Adolfine Johanna Adelheid Henriette, geborene von Gerhardt. Das Ehepaar hatte sieben Kinder:
- Siegfried von Quast (* 18. September 1842; † 31. Oktober 1887), Herr auf Radensleben, Rädelsdorf und Zechow, Landrat des Kreises Ruppin, Rittmeister a. D. ⚭ Elisabeth (Else) von Diest (* 6. November 1862; † 21. Dezember 1946)
- Marie Adelheid Charlotte von Quast (* 10. Juli 1845; † 30. Mai 1854)
- Anna Meta Friederike Marie Henriette von Quast (* 25. Juni 1847) ⚭ 12. Mai 1875 Hans Otto von Zieten, Gutsbesitzer
- Wilhelm Alexander von Quast (* 25. Juli 1849; † 27. Mai 1919), Herr auf Radensleben, Rädelsdorf und Zechow, Mitglied des Preußischen Abgeordnetenhauses, Major a. D., Rechtsritter des Johanniterordens ⚭ 16. August 1890 Elisabeth (Else) von Quast, geb. von Diest, verw. von Quast (* 6. November 1862; † 21. Dezember 1946)
- Ferdinand von Quast (* 18. Oktober 1850; † 27. März 1939), General der Infanterie a. D., Rechtsritter des Johanniterordens ⚭ 21. Juni 1877 Alexandrine von Paykull (* 25. Mai 1857; † 16. Juli 1930)
- Adelheid Charlotte Hedwig von Quast (* 24. März 1854) ⚭ 2. Oktober 1875 August Carl Heinrich Louis von Negelein, Oberstleutnant a. D.
- Alexander Henning Konstantin Heinrich Ferdinand von Quast (* 16. Februar 1856; † 3. Dezember 1928), Oberst a. D., Ehrenritter des Johanniterordens ⚭ 22. Februar 1883 Bertha Wann (* 7. Oktober 1860; † 14. Dezember 1933)

## Schriften
- 1836 verfasste er eine Denkschrift In Bezug auf die Erhaltung der Altertümer in den Königlichen Landen mit konkreten Vorschlägen für die staatliche Organisation des Denkmalschutzes.
- Das Erechtheion zu Athen nebst mehreren noch nicht bekannt gemachten Bruchstücken der Baukunst dieser Stadt und des übrigen Griechenlands. Berlin 1840 (Übersetzung und umfassende Erweiterung der Publikation von Inwood), Digitalisat MDZ: Textband
- Die alt-christlichen Bauwerke von Ravenna vom fünften bis zum neunten Jahrhundert. Historisch geordnet und durch Abbildungen erläutert. Mit zehn Tabellen. Reimer, Berlin 1842 (Digitalisat).
- Schloss Marienburg, in: Neue Preußische Provinzial-Blätter, Band 11, Königsberg 1851, S. 3–145 (Online).
- Denkmale der Baukunst in Preussen. Hefte 1–3. Berlin 1852, DNB 830367500
- Die romanischen Dome des Mittelrheins zu Mainz, Speier, Worms. Berlin 1853, Digitalisat MDZ

## Arbeiten (Auswahl)

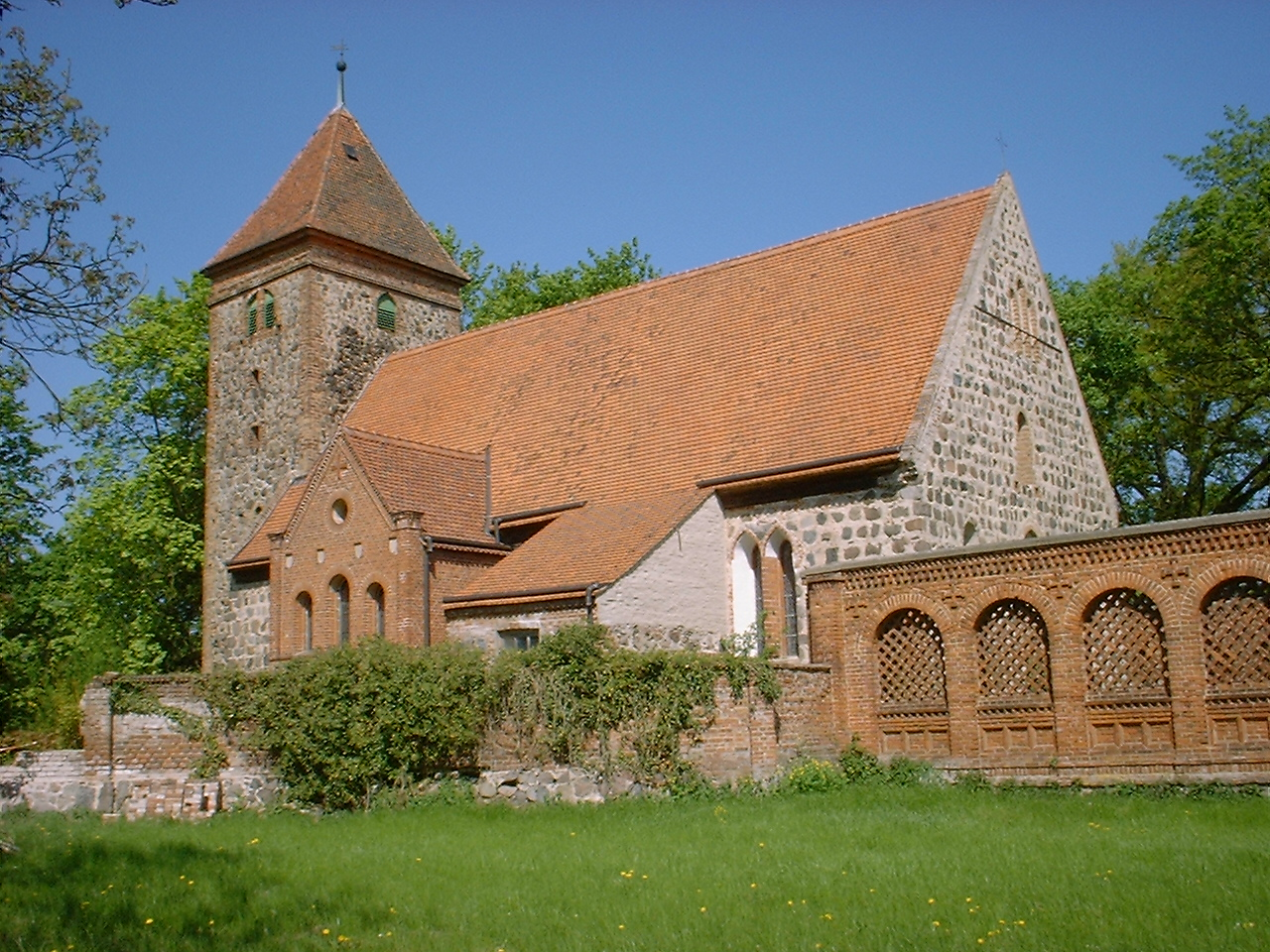
Dorfkirche in Radensleben; östlich anschließend die Südmauer des Campo Santo

- In den 1840er- und 1850er-Jahren leitete er die Restaurierung der Doppelkapelle der Neuenburg bei Freyburg.
- 1842–1845 leitete er die Restaurierung der Franziskanerklosterkirche in Berlin.
- 1845 regte er nach einer Reise nach Thüringen die Rekonstruktion der Basilika Münchenlohra an
- 1845: Vorschläge zur Restaurierung der Fronleichnamskapelle in Lutherstadt Wittenberg.
- 1846/1848: Entwürfe zur Restaurierung der Wartburg (abgelehnt).
- 1853–1856 restaurierte er auf Wunsch König Friedrich Wilhelms IV. die Klosterkirche in Jerichow.
- 1854 legte er den Friedhof Campo Santo in Radensleben an.
- 1857 fertigte er Pläne zum Wiederaufbau der Kirche Klosterlausnitz in Thüringen
- ab 1857: Restaurierung der Burganlage in Heilsberg in Ostpreußen (heute Lidzbark Warmiński in Polen), fortgesetzt 1926 von Karl Hauke.
- 1859 entstand sein Entwurf zur Restaurierung der Stiftskirche St. Cyriakus in Gernrode.
- 1868 verhinderte er den Abriss des Greifswalder Fangenturms.
- 1870 erfolgte sein Entwurf zur Restaurierung des Havelberger Doms.
- Denkmalpflege und Neugestaltung seiner aus dem 13. Jahrhundert stammenden Guts- und Patronatskirche von Radensleben (einschließlich des realisierten Auftrags für Altar, Kanzel und Ambo als Terrakottaarbeiten in italianisierenden Renaissanceformen von Otto March, für eine Stufenempore, für eine umlaufende Vorhangmalerei und Ausmalung der Fensterlaibungen nach orientalischem Muster, für den Entwurf und die Ausmalung der Glasmalerei in den Kirchenfenstern sowie für einen Radkronleuchter nach dem Vorbild des Heziloleuchters im Hildesheimer Dom).
- Denkmalpflege am mittelalterlichen Wohnturm am Stammsitz derer von Quast in Garz.
- Beteiligung an der Restaurierung der Basilika und der Liebfrauenkirche in Trier.
- Beteiligung an der Restaurierung der Pfalzkapelle in Aachen.
- Beteiligung an der Restaurierung des Domes in Frankfurt am Main.

### Campo Santo in Radensleben

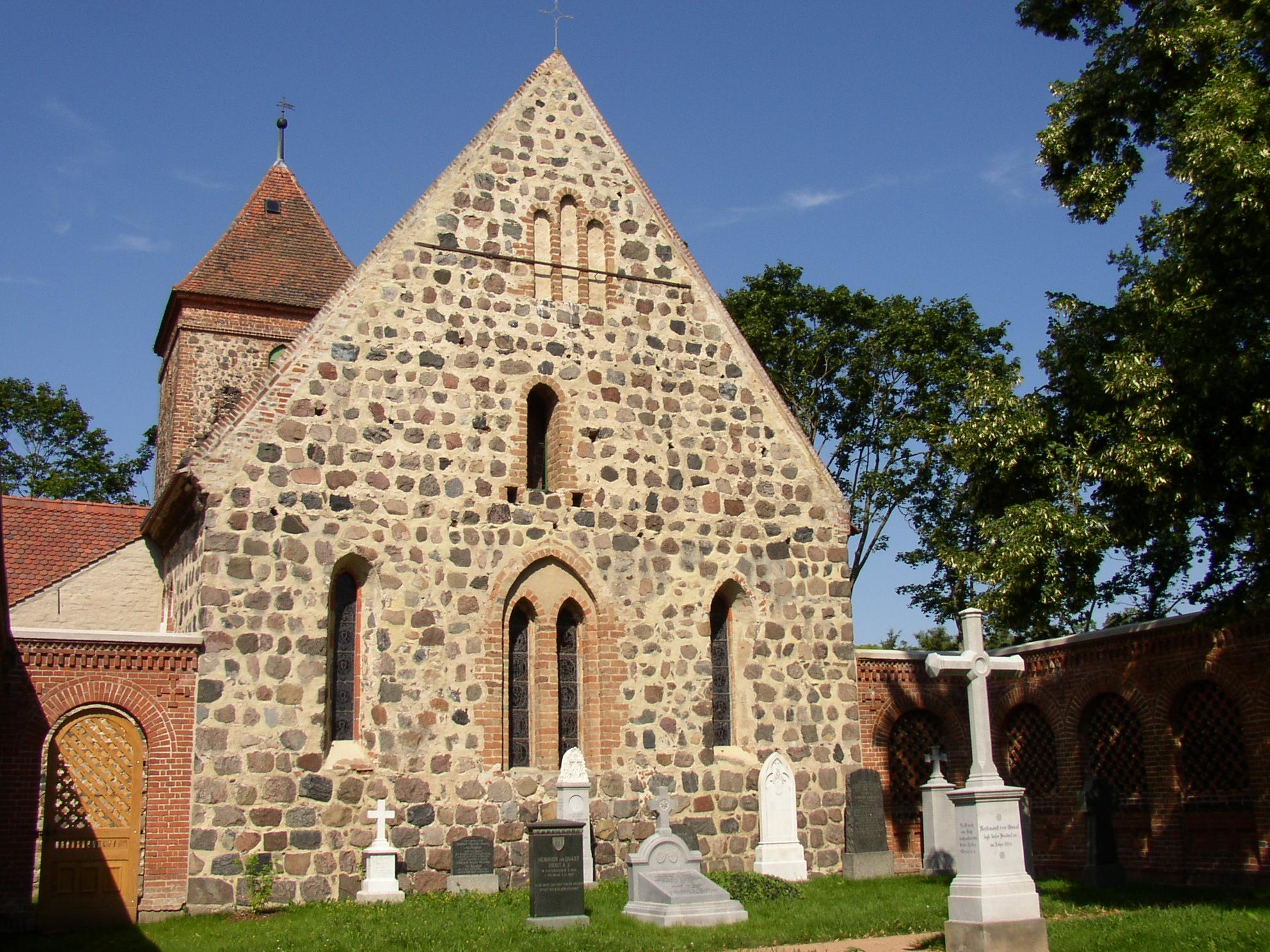
Campo Santo hinter der Dorfkirche Radensleben (restauriert, 2007)

Die Inschrift auf dem Steinkreuz in der Mitte des Campo Santo besagt, dass Ferdinand von Quast diesen Friedhof im Jahr 1854 anlegte.
Die freistehenden Grabsteine (von links):
- Heinrich von Quast, Oberst a. D. (* 16. Februar 1856 in Radensleben; † 3. Dezember 1928 in Potsdam);
- Ferdinand von Quast (* 23. Juni 1807; † 11. März 1877), Erbherr auf Radensleben, Konservator der Kunstdenkmale, Domherr zu Brandenburg, und Marie von Quast, geb. von Diest (* 10. Juni 1818 in Berlin; † 17. August 1885 in Wiesbaden);
- Grabstein mit abgefallenen Buchstaben, auf dem eine Plakette Kurt Wilhelm von Quast (* 19. Oktober 1900; † 14. April 1932) nennt; Ehrengard von Quast (* 6. Mai 1887 in Radensleben; † 7. Dezember 1926 in Davos).

An der Ostwand der Kirche:
- Florenz von Quast (* 29. April 1884 in Goslar; † 25. März 1886 in Montreux);
- Adelheid Charlotte Hedwig von Negelein, geb. von Quast (* 24. März 1854 in Radensleben; † 28. April 1938 in Potsdam), und Urne ihrer Tochter Elisabeth Amalie Karoline von Negelein (* 7. Juli 1876 in Neuruppin; † 18. Mai 1943 in Potsdam);
- Marie Adelheid Charlotte von Quast (* 10. August 1845 in Berlin; † 30. Mai 1854 in Radensleben);
- Marie von Quast, geb. Hengstenberg (* 11. Juni 1848 in Berlin; † 3. Januar 1875 in Wiesbaden);
- Siegfried von Quast (* 18. September 1842 in Berlin; † 31. Oktober 1887 in Eskişehir), Erbherr auf Radensleben, Landrat des Kreises Ruppin, Rittmeister a. D.;
- Wilhelm von Quast (* 25. Juli 1849 in Radensleben; † 28. Mai 1919 in Radensleben), Erbherr auf Radensleben, Major a. D., 1889–1918 Landtagsabgeordneter für den Kreis Ruppin-Templin;
- Wilhelm von Diest (* 17. April 1828; † 25./26. August 1870 vor Straßburg) und Marie von Diest, geb. Schenckendorff (* 24. September 1832; † 11. April 1885).

An der östlichen Mauer:
- Anna von Diest, geb. von Thile (* 20. August 1830 in Berlin; † 5. Oktober 1908 in Merseburg), Ehefrau von Gustav von Diest
- Gustav von Diest (* 16. August 1826 in Posen; † 27. Februar 1911 in Merseburg), Wirklicher Geheimer Rat, Dechant des Domstiftes Merseburg, Regierungspräsident a. D.

Außerdem verweist eine Grabtafel auf
- Ernst Wilhelm Hengstenberg (* 20. Oktober 1802; † 28. Mai 1869), ordentlicher Professor für Altes Testament an der Friedrich-Wilhelms-Universität Berlin, Gründer der Evangelischen Kirchenzeitung
- Theresa Hengstenberg, geb. von Quast (* 28. Dezember 1812; † 14. September 1861),
- Wilhelm Hengstenberg (* 31. März 1834; † 25. August 1835), Hans Hengstenberg (* 20. Februar 1837; † 20. Februar 1869),
- Elisabeth Hengstenberg (* 15. September 1842; † 24. Mai 1854) und
- Hans Hengstenberg (* 7. Juni 1868; † 11. Mai 1869).

Am Durchgang zum Hengstenberg-Mausoleum hängt eine Grabtafel für
- Elisabeth von Quast, geb. von Diest (* 6. November 1862 in Wetzlar; † 21. Dezember 1946 in Radensleben).

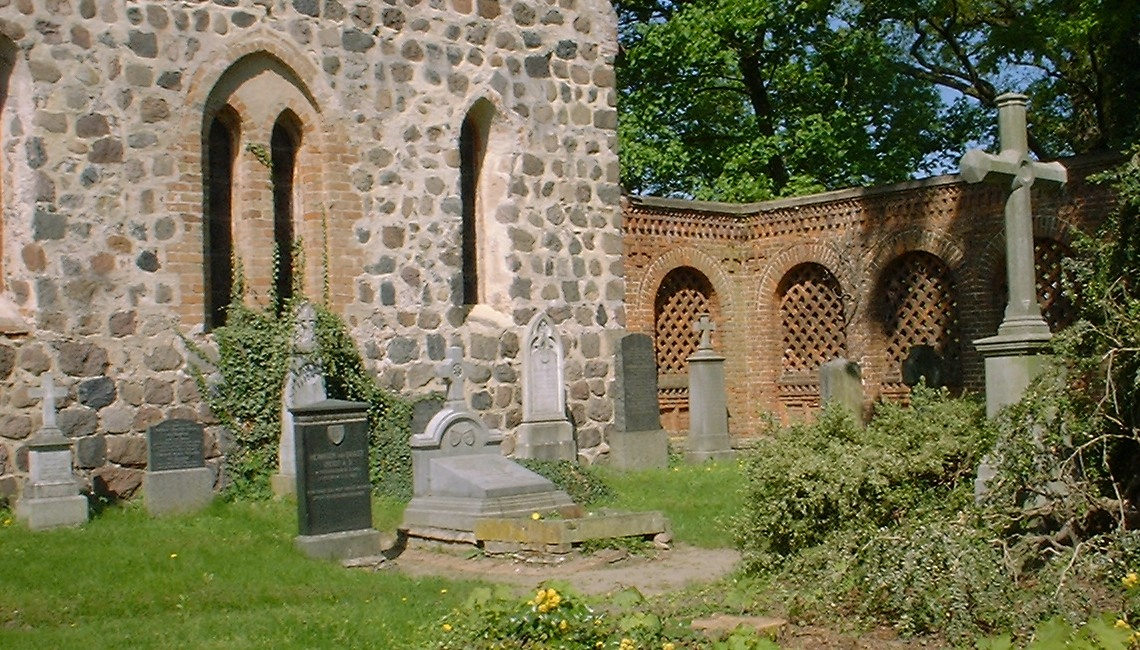
(2006)
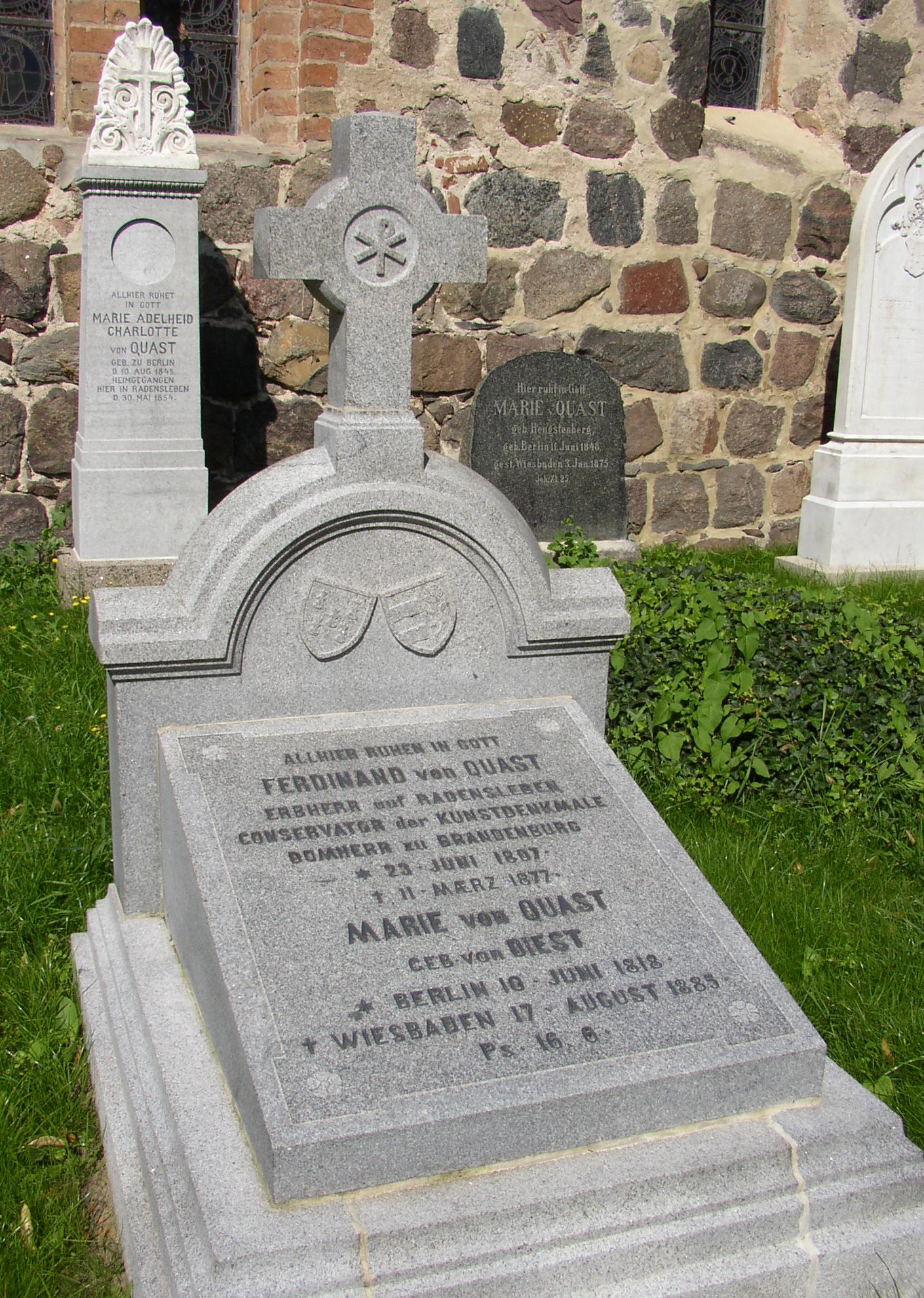
Grab von Ferdinand und Marie von Quast
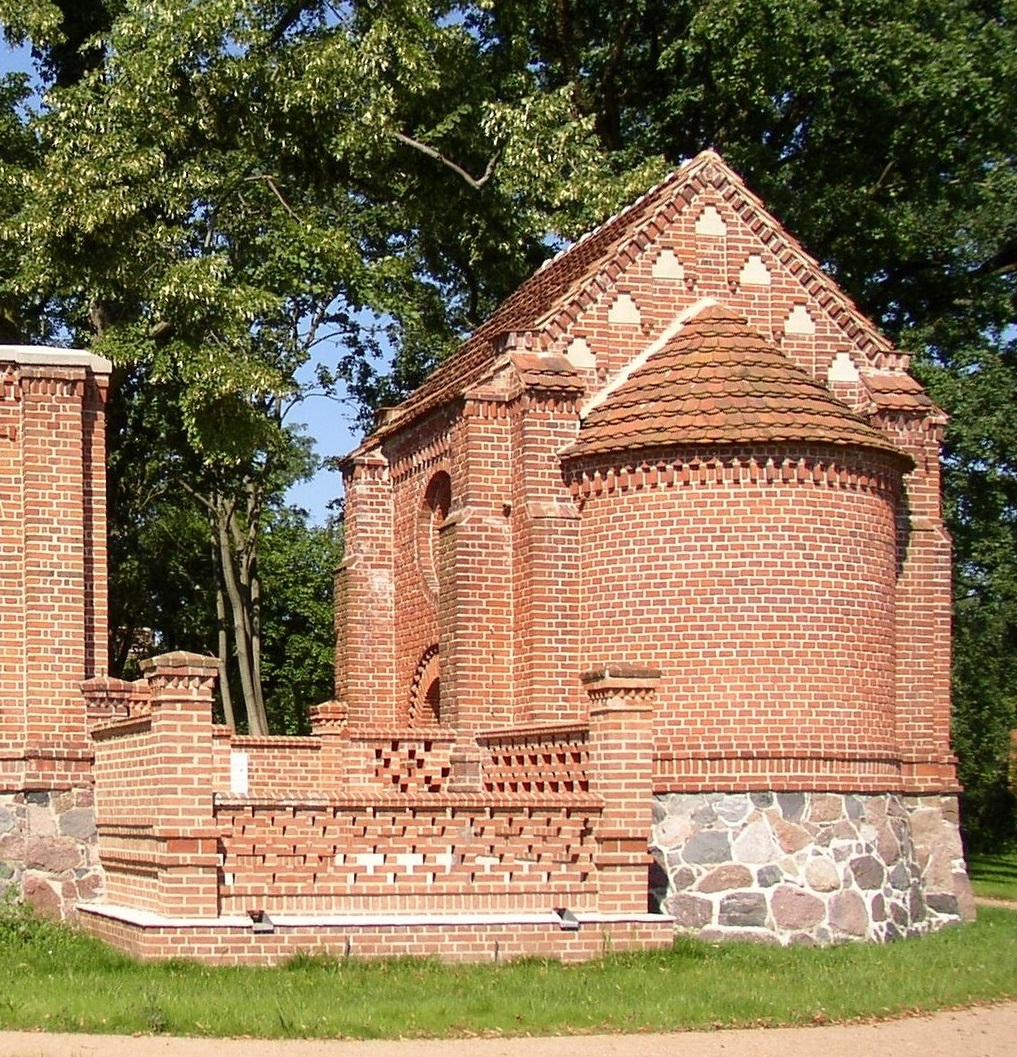
mit Hengstenberg-Mausoleum
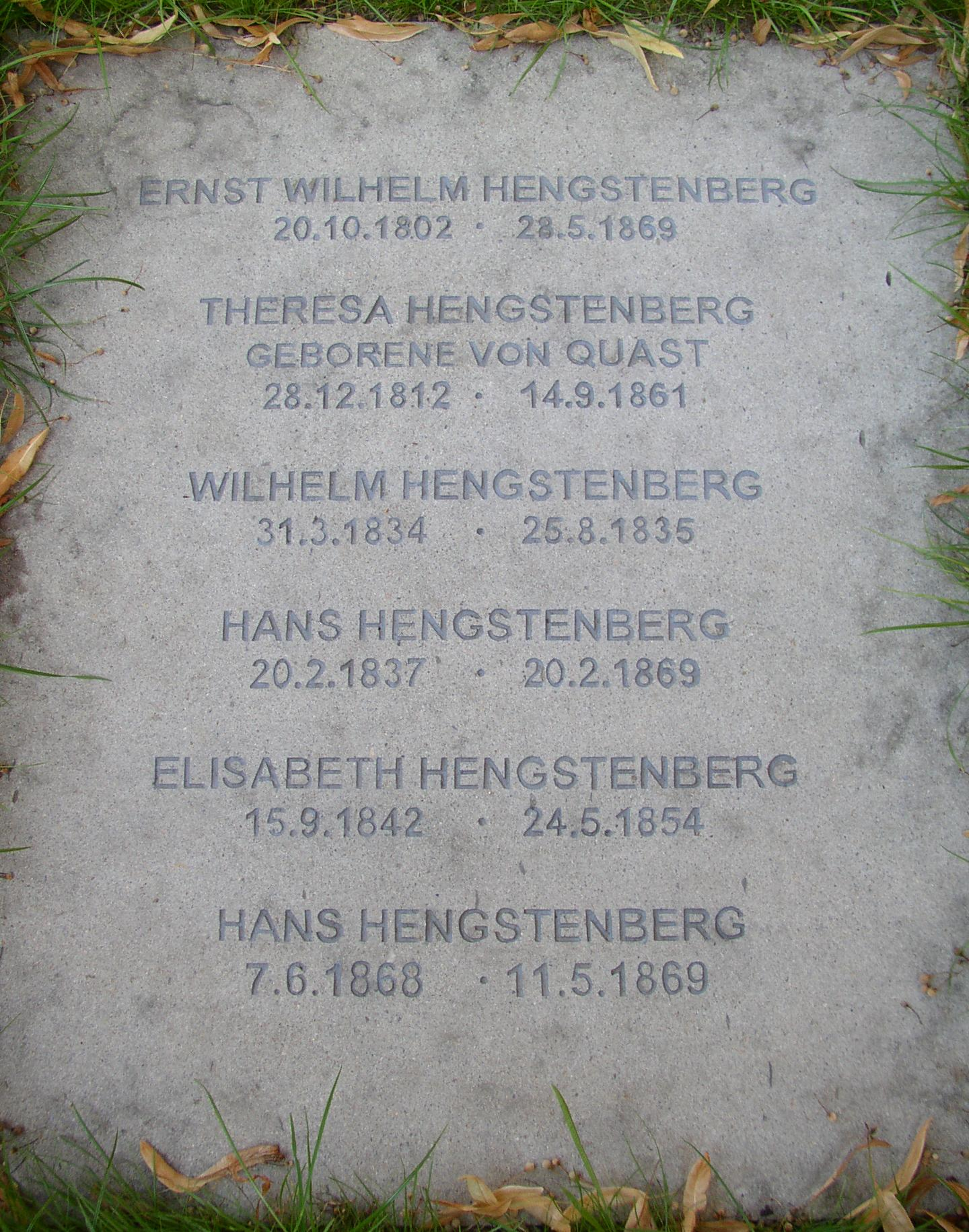
Hengstenberg-Steintafel

## Bekannte Mitarbeiter
- Karl Hammer (1845–1897)

## Ehrenmedaille
Das Land Berlin verleiht seit 1987 die Ferdinand-von-Quast-Medaille an Personen und Institutionen, die sich in besonderem Maße für den Denkmalschutz einsetzen.

## Sonstiges
Im Mai 1990 wurde die Ferdinand-von-Quast-Gesellschaft e. V. gegründet.